# Ниясъярви
Ни́ясъя́рви (фин. Niäsjärvi) — озеро на территории Мийнальского сельского поселения Лахденпохского района Республики Карелии.

## Общие сведения
Площадь озера — 0,3 км². Располагается на высоте 92,4 метра над уровнем моря.
Форма озера лопастная, продолговатая: вытянуто с северо-востока на юго-запад. Берега изрезанные, каменисто-песчаные, местами заболоченные.
Из юго-западной оконечности озера вытекает ручей Кюльмяоя (фин. Kylmäoja), впадающий с левого берега в реку Калайоки, втекающую также с левого берега в реку Иййоки.
Возле западного озера расположены два небольших острова без названия.
С запада от озера проходит грунтовая дорога местного значения 86К-119 («Элисенваара — госграница»).
Код объекта в государственном водном реестре — 01040300211102000013032.